# Љешно
Љешно (слч. Liešno) насељено је мјесто са административним статусом сеоске општине (слч. obec) у округу Турчјанске Тјеплице, у Жилинском крају, Словачка Република.

## Становништво
| Година:    | 1994. | 2004.    | 2014.   | 2024.    |
| ---------- | ----- | -------- | ------- | -------- |
| Број људи: | 70    | 57       | 58      | 52       |
| Разлика:   |       | -18,57 % | +1,75 % | -10,34 % |

| Година:    | 2023. | 2024.   |
| ---------- | ----- | ------- |
| Број људи: | 54    | 52      |
| Разлика:   |       | -3,70 % |

Према подацима о броју становника из 2011. године насеље је имало 55 становника.